# Goodville
Goodville es un lugar designado por el censo ubicado en el condado de Lancaster en el estado estadounidense de Pensilvania. En el año 2010 tenía una población de 482 habitantes.

## Geografía
Goodville se encuentra ubicado en las coordenadas 40°8′1″N 76°0′11″O / 40.13361, -76.00306.. Según la Oficina del Censo de los Estados Unidos, Goodville tiene una superficie total de 1,54 mi² (4 km²), de la cual 1,54 mi² (4 km²) corresponden a tierra firme y 0 mi² (0 km²) es agua.